# السيدة (مسلسل)
السيدة مسلسل تلفزيوني تراجيدي سوري - عراقي، من إنتاج عام 2010.

## أحداث المسلسل
تدور أحداث المسلسل في الحقبة التي تلت الغزو الأمريكي للعراق، و ما أعقبه من مشاكل، على الصعيدين الاجتماعي و السياسي، و يتناول المسلسل العوائل العراقية التي هاجرت إلى سوريا، هرباً من أحداث العنف.

## طاقم العمل

### تأليف
- حامد المالكي.

### إخراج
- غزوان بريجان.[3]

### ممثلون
- منى واصف.[4]
- الاء حسين
- بهجت الجبوري.
- سليم كلاس.
- عبير شمس الدين.
- جواد الشكرجي.
- حسين عجاج.
- زهور علاء.
- ذو الفقار خضر.
- سعد مجيد.
- تيسير أحمد.
- أحمد فوزي[ ؟ ].
- عادل عباس.
- محمد ناصر[ ؟ ].
- عامر جهاد.
- هناء محمد.
- آسيا كمال.
- عبد الجبار الشرقاوي.
- حسام عيد.
- مديحة كنيفاتي.
- سعيد الآغا.
- جويل آدمز.
- علي كرار شكرجي.
- هبة سمسمية.
- آلاء حسين.
- أياد راضي.
- كامل إبراهيم.
- هند طالب.
- صبا إبراهيم.
- فلة أورفلي.
- شيماء رعد.
- مهند هادي.
- فريد عواد.
- محمد علي كاظم.
- أكرم السبع.
- فوزية حسن.
- مهدي الحسيني.
- مناف طالب.
- ناهد حلبي.
- تولاي هارون.
- عبود الأحمد.
- نضال حمادي.
- أحمد الشيخ[ ؟ ].
- محمد الحسيني.

### مخرج منفذ
- حمود خطار الملحم.

### مخرج سكريبت
- سحر حجازي.

### الإشراف العام
- نجدت إسماعيل أنزور.[5]

### ماكياج
- صالح برنيان.

### صوت
- نادر حوا.

### تصوير
- أيمن سلامة.

### موسيقى تصويرية
- نصرت البدر.

### مونتاج
- يوسف عثمان.

### إنتاج
- قناة البغدادية.

## وصلات خارجية
- الهيئة العامة للإذاعة والتلفزيون - سورية
- موقع سوريا دراما
- موقع قناة البغدادية